# Tabungrot
De Tabungrot is een archeologische site in het Natuurreservaat Nahal Me'arot in Israël. Het staat op de Werelderfgoedlijst als onderdeel van de Sites van menselijke evolutie van de Karmelberg: de grotten van Nahal Me'arot/Wadi el-Mughara.
De grot was met tussenpozen bewoond gedurende het Vroeg- en Middenpaleolithicum (van 500.000 tot 40.000 BP). Gedurende deze periode zetten zich lagen zand, silt en klei af met een dikte tot 25 meter. De opgravingen tonen een van de langdurigste menselijke bewoningen in de Levant.

## Vroegpaleolithicum
De vroegste en laagste lagen bevatten grote hoeveelheden zeezand. Tezamen met een pollenanalyse toont dit dat er in die periode een relatief warm klimaat heerste. Het smelten van het landijs, dat toen nog een groot deel van de aarde bedekte, zorgde voor een stijgen van de zeespiegel en terugtrekken van de kustlijn. De kustvlakte was smaller dan tegenwoordig en bedekt met een savanne-vegetatie. De bewoners van de grotten gebruikten vuistbijlen van vuursteen en kalksteen. Hiermee jaagden ze op de gazellen, nijlpaarden, neushoorns en oerossen welke op de kustvlakte leefden, en groeven naar eetbare wortels. De vuistbijlen werden geleidelijk kleiner en beter afgewerkt. Schrabbers gemaakt van grote afslagen van vuursteenkernen werden waarschijnlijk gebruikt om vlees van botten te schrapen of huiden te bewerken. Opgravingen van 1967 tot 1972 onder leiding van Arthur Jelinek leverden 1.900 hele of gedeeltelijke vuistbijlen, meest van het late Acheuléen en Yabrudian. Menselijke resten zijn in de onderste lagen niet gevonden.
Een studie uit 2014 toonde dat vroege mensen vanaf 350.000 jaar geleden regelmatig vuur gebruikten in de grot.

## Middenpaleolithicum
De hogere lagen bevatten vooral klei en silt, hetgeen aangeeft dat er een kouder en vochtiger klimaat heerste. Het landijs groeide weer aan, de kuststrook werd breder en was bedekt met dichte bossen en moerassen.
De artefacten uit de bovenste lagen behoren tot het Moustérien (rond 200.000 tot 45.000 BP). Kleine vuurstenen gereedschappen gemaakt uit dunne afslagen overheersen,  meest met een Levalloistechniek geproduceerd. Karakteristieke Moustérien-gereedschappen omvatten lange punten, verschillende types schrabbers en getande gereedschappen.
Onder de dierlijke resten bevond zich een groot aantal beenderen van damherten.
Menselijke resten omvatten het skelet van een vrouwelijke neanderthaler gedateerd op omstreeks 120.000 BP (Tabun 1), en een onderkaak (Tabun 2).

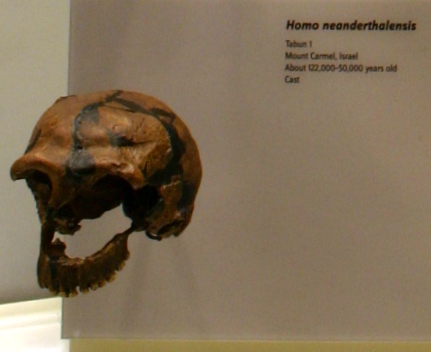
schedel van Tabun 1